# Galway
Galway (em irlandês Gaillimh) é uma cidade da Irlanda e é capital do condado homônimo. É a quarta maior cidade do país e a maior da província de Connacht. Conta com uma população de 65.832 habitantes (censo de 2002).
Desde 1985 a cidade possui estatuto de condado administrativo (county-boroughs).